# ولف ريفر مقاطعة نيباغو (ويسكونسن)
ولف ريفر، مقاطعة نيباغو (بالإنجليزية: Wolf River, Winnebago County, Wisconsin)‏ هي بلدة تقع بولاية ويسكونسن في الولايات المتحدة. تبلغ مساحتها 93.4 (كم²)، وترتفع عن سطح البحر 229 م، بلغ عدد سكانها 1189 نسمة في عام 2010 حسب إحصاء مكتب تعداد الولايات المتحدة وتصل الكثافة السكانية فيها 15.9 نسمة/كم2.

## وصلات خارجية
- www.townofwolfriver.com
- The US50 - Cities and Towns in Wisconsin State
- Wisconsin Cities and Towns, Facts, Map, Flag, Colleges, Government, and More